# Carolina Cougars 1971-1972
La stagione 1971-72 dei Carolina Cougars fu la 5ª nella ABA per la franchigia.
I Carolina Cougars arrivarono quinti nella Eastern Division con un record di 35-49, non qualificandosi per i play-off.

## Roster
| N° | Naz.                   | Ruolo | Sportivo       | Anno | Alt. | Peso |
| -- | ---------------------- | ----- | -------------- | ---- | ---- | ---- |
|    | Stati Uniti (bandiera) | GA    | George Carter  | 1944 | 193  | 95   |
| 1  | Stati Uniti (bandiera) | AC    | Jim McDaniels  | 1948 | 211  | 103  |
| 4  | Stati Uniti (bandiera) | A     | Ron Dorsey     | 1948 | 193  | 91   |
| 11 | Stati Uniti (bandiera) | G     | Bob Verga      | 1945 | 185  | 86   |
| 13 | Stati Uniti (bandiera) | AC    | Stew Johnson   | 1944 | 203  | 100  |
| 21 | Stati Uniti (bandiera) | G     | George Lehmann | 1942 | 183  | 82   |
| 21 | Stati Uniti (bandiera) | G     | Bob Warren     | 1946 | 196  | 86   |
| 22 | Stati Uniti (bandiera) | A     | Ed Manning     | 1944 | 201  | 95   |
| 23 | Stati Uniti (bandiera) | G     | Gene Littles   | 1943 | 183  | 73   |
| 24 | Stati Uniti (bandiera) | G     | Ted McClain    | 1946 | 185  | 82   |
| 27 | Stati Uniti (bandiera) | GA    | Joe Caldwell   | 1941 | 196  | 88   |
| 32 | Stati Uniti (bandiera) | AC    | Warren Davis   | 1943 | 198  | 96   |
| 33 | Stati Uniti (bandiera) | A     | Wendell Ladner | 1948 | 196  | 100  |
| 33 | Stati Uniti (bandiera) | A     | George Stone   | 1946 | 201  | 88   |
| 34 | Stati Uniti (bandiera) | A     | Frank Card     | 1944 | 201  | 88   |
| 44 | Stati Uniti (bandiera) | GA    | Larry Miller   | 1946 | 193  | 86   |
| 52 | Stati Uniti (bandiera) | AC    | Tom Owens      | 1949 | 208  | 98   |
| 54 | Stati Uniti (bandiera) | C     | Randy Denton   | 1949 | 208  | 109  |

## Staff tecnico
- Allenatore: Tom Meschery
- Vice-allenatore: Jerry Steele